# St. Paul (Schiff, 1895)
Die St. Paul war ein 1895 in Dienst gestelltes Passagierschiff der US-amerikanischen Reederei American Line, das für den transatlantischen Passagier- und Postverkehr zwischen Europa und den USA gebaut wurde. Sie war zu dem Zeitpunkt eines der größten Passagierschiffe unter amerikanischer Flagge. Im Ersten Weltkrieg diente sie als USS St. Paul (SP-1643) als Truppentransporter. Nach Kriegsende war sie ab 1919 wieder im Passagierverkehr, bis sie 1923 in Deutschland verschrottet wurde.

## Das Schiff
Das 11.629 Bruttoregistertonnen große, aus Stahl gebaute Dampfschiff wurde auf der Werft William Cramp and Sons in Philadelphia gebaut und lief dort am 10. April 1895 vom Stapel. Das 168,61 Meter lange und 19 Meter breite Schiff hatte zwei Masten, zwei Schornsteine und zwei Propeller. Die Reisegeschwindigkeit lag bei 19 Knoten. Die Passagierunterkünfte waren für 350 Passagiere in der Ersten, 220 in der Zweiten und 800 in der Dritten Klasse ausgelegt. Die St. Paul war das Schwesterschiff der St. Louis (ebenfalls 11.629 BRT), die ein halbes Jahr zuvor bei der gleichen Werft vom Stapel gelaufen war.
Sie waren die bis dahin größten Schiffe ihrer Reederei und gehörten zu den größten Ozeandampfern der USA. Eigner war die International Navigation Company, aber betrieben wurden die beiden Schiffe von der American Line. Am 9. Oktober 1895 legte die St. Paul in New York zu ihrer Jungfernfahrt nach Southampton (England) ab.

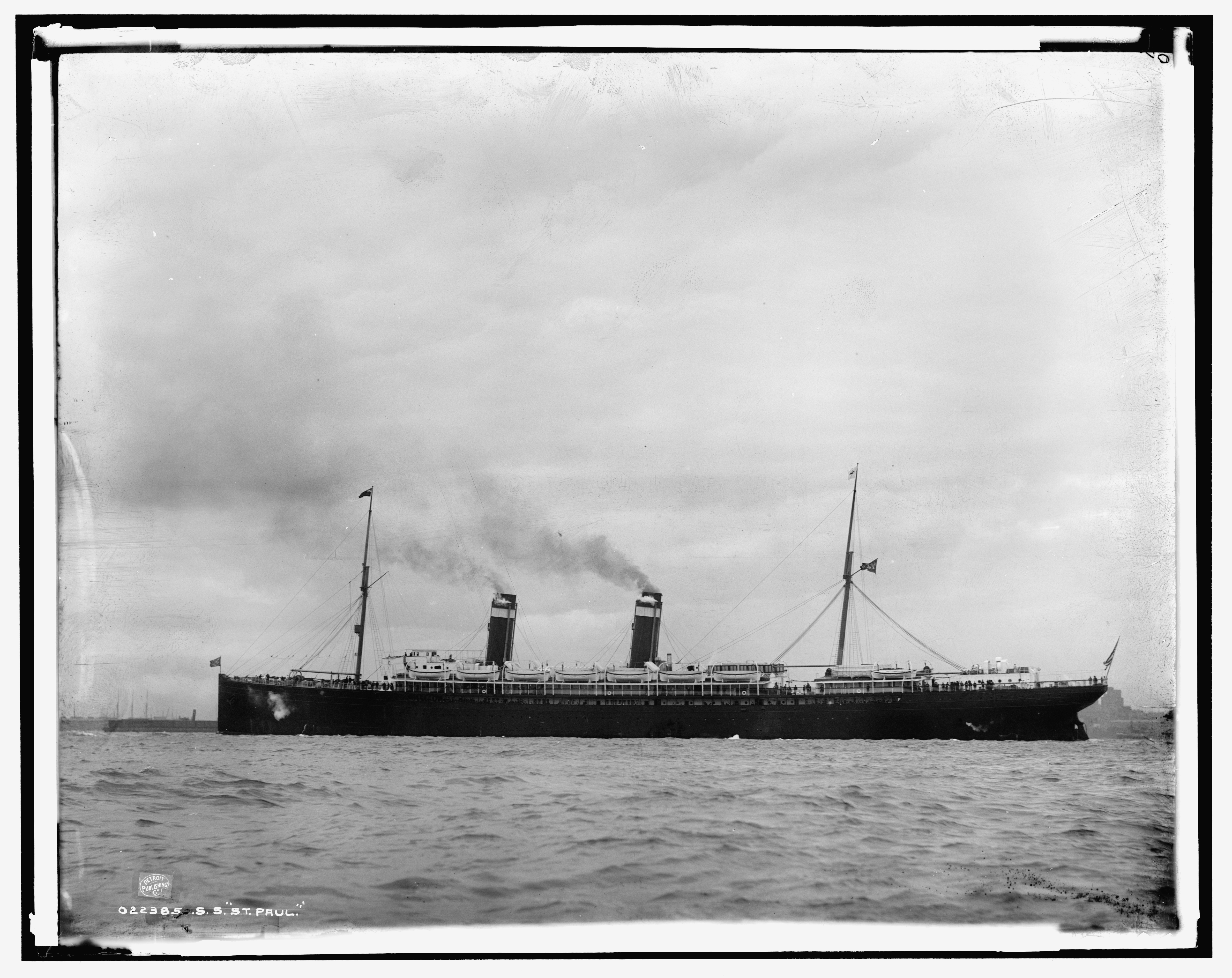
Die St. Paul im New York Harbour, 1895.

Am 24. April 1908 kollidierte die St. Paul im Solent mit der HMS Gladiator, einem Geschützten Kreuzer der Royal Navy. Die HMS Gladiator kenterte etwa 200 Meter vom Ufer entfernt und sank, wobei 28 ihrer 257 Männer ums Leben kamen.

## Kriegseinsätze
Im Jahr 1898 wurde der Dampfer vorübergehend von der United States Navy als Hilfskreuzer im Spanisch-Amerikanischen Krieg verwendet. Das Schiff wurde mit mehreren Kanonen bestückt und am 20. April 1898 unter dem Kommando von Kapitän Charles Dwight Sigsbee in Dienst gestellt (dieser ist besser als Kommandant der Maine bekannt). Am 5. Mai 1898 brach die St. Paul Richtung Karibik auf. Am 22. Juni 1898 wurde das Schiff während der zweiten Schlacht von San Juan von den spanischen Zerstörern Isabel II und Terror unter Beschuss genommen. Die St. Paul erwiderte das Feuer und konnte der Terror einen direkten Treffer versetzen, wobei der Zerstörer schwer beschädigt wurde und das Gefecht abbrach. Vier Tage später erhielt die St. Paul Verstärkung durch die Yosemite. Am 2. September 1898 wurde das Schiff aus dem Kriegsdienst entlassen und seiner Reederei zurückgegeben.
Bei ihrer Ankunft in New York am 2. September 1915 hatte die St. Paul sowohl Überlebende der Versenkung der Lusitania (7. Mai 1915) als auch der Arabic (19. August 1915) an Bord. Am 30. September 1915 gingen in New York weitere Lusitania-Überlebende von Bord der St. Paul.

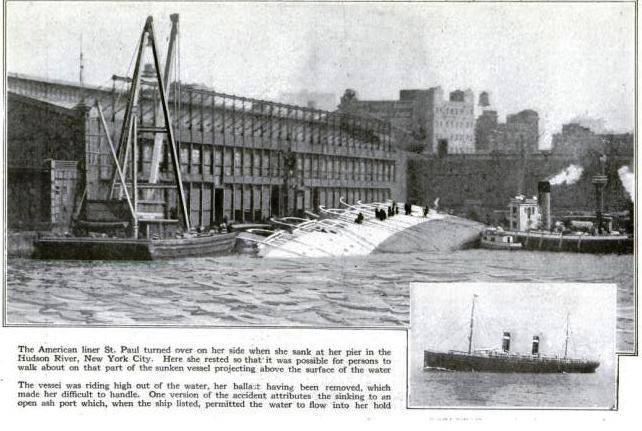
Die gekenterte St. Paul in New York (Popular Science, Ausgabe vom Juli 1918).

Am 27. Oktober 1917 wurde die St. Paul nach einer erfolgreichen Karriere als Oceanliner auf dem Nordatlantik erneut für den Kriegsdienst eingezogen und vom United States Shipping Board mit der Kennung SP-1643 als Truppentransporter verwendet. In dieser Funktion unternahm sie zwölf Überfahrten zwischen New York und Liverpool. Am 28. April 1918 kenterte sie während einer Überholung im Trockendock in New York. Am 11. September 1918 wurde sie gehoben und am Tag darauf zum New York Naval Shipyard überstellt. Kurz danach endete der Erste Weltkrieg.
Am 24. März 1919 wurde die St. Paul wieder ihren Eignern übergeben und anschließend erneut in den transatlantischen Passagierverkehr eingegliedert. 1923 wurde sie schließlich in Deutschland verschrottet.